# Clacy-et-Thierret
Clacy-et-Thierret is een gemeente in het Franse departement Aisne (regio Hauts-de-France) en telt 304 inwoners (1999). De plaats maakt deel uit van het arrondissement Laon. In de gemeente ligt spoorwegstation Clacy-Mons.

## Geografie
De oppervlakte van Clacy-et-Thierret bedraagt 4,2 km², de bevolkingsdichtheid is 72,4 inwoners per km².
De onderstaande kaart toont de ligging van Clacy-et-Thierret met de belangrijkste infrastructuur en aangrenzende gemeenten.

## Demografie
Onderstaande figuur toont het verloop van het inwonertal (bron: INSEE-tellingen).
Vanwege een beveiligingsprobleem met de MediaWiki Graph-software is het momenteel niet mogelijk deze grafiek weer te geven. Zodra de software is bijgewerkt zal de grafiek vanzelf weer zichtbaar worden.